# Membraan aanvallend complex
Het membraan aanvallend complex (Engels: Complement membrane attack complex) is een eiwit gevormd uit de complement activering. Vorming van een MAC gebeurt in een celwand van een pathogene cel. De cel zal geperforeerd worden en later sterven. Deze celdood is een gevolg van osmose van de extracellulaire vloeistof naar de cel.
Het MAC wordt gevormd uit de eiwitten: C5b, C6, C7, C8 en C9 uit de complementsysteem. Hoe meer de pathway wordt uitgevoerd hoe meer MAC er ontstaan in de cel. Dit kan het proces versnellen.

## Inhibitie
Een eiwit, CD59, remt het complex van vormen. Dit eiwit bestaat op lichaamscellen om ze te beschermen tegen MAC. Een zeldzame aandoening, paroxysmaal nachtelijke hemoglobinurie, resulteert in rode bloedcellen zonder CD59. Deze cellen kunnen daarom gelyseerd worden door MAC.